# Standoff
Standoff é um série de televisão norte-americana. Teve a sua estreia na FOX Network a 5 de Setembro de 2006, e foca-se num equipa de negociadores de situações de crise como reféns. A série é produzida pela 20th Century Fox Television e os seus produtores executivos são Craig Silverstein, Tim Story e Glen Mazzara. Foram produzidos um total de 18 episódios antes de ser cancelada a 20 de julho de 2007.
Em Portugal a série estreou a julho de 2007 no canal FOX.

## Recepção da crítica
Standoff teve recepção mista para negativa por parte da crítica especializada. Com base de 20 avaliações profissionais, alcançou uma pontuação de 37% no Metacritic. Por votos dos usuários do site, atinge uma nota de 8.1, usada para avaliar a recepção do público.

## Prêmios
- 1 Indicação ao Emmy na categoria melhor design de título.